# 奧傑爾山
78°0′S 164°16′E / 78.000°S 164.267°E
奧傑爾山（英語：Auger Hill）是南極洲的山峰，座標78°0′S 164°16′E，位於斯科特海岸，處於漢德利山和科拉爾山之間，屬於克布爾山脈的一部分，海拔高度1,000米（3,300英尺），現時由南極條約體系管理。